# Ceraticelus paludigenus
Ceraticelus paludigenus är en spindelart som beskrevs av Crosby och Bishop 1925. Ceraticelus paludigenus ingår i släktet Ceraticelus och familjen täckvävarspindlar. Inga underarter finns listade i Catalogue of Life.